# Bloc Escolar Nacionalista
El Bloc Escolar Nacionalista (BEN) fou una organització estudiantil universitària vinculada a l'agrupació nacionalista Nosaltres Sols! i a la Joventut d'Esquerra Republicana (JER), actuà a Catalunya durant el període de la Generalitat Republicana i, clandestinament, els primers anys del franquisme.
De caràcter nacionalista i d’esquerres, lluitava per una universitat autònoma i catalana, el reconeixement de la Federació Nacional d'Estudiants de Catalunya (FNEC) com l'única entitat representativa dels estudiants catalans i l’establiment de cursos oficials per a obrers. L’òrgan de premsa del BEN fou la revista “Redreçament”. Va ser activa durant el període de la Universitat Autònoma de Catalunya (1934-1939) i, clandestinament, del 1946 al 1950.